# تقدیم به ازمه با عشق و نکبت
تقدیم به اِزمه با عشق و نکبت یکی از داستان‌های کتاب مجموعهٔ «نه داستان» جروم دیوید سلینجر است که در ایران به نام دلتنگی‌های نقاش خیابان چهل و هشتم منتشر شده‌است.
این داستان اولین بار در تاریخ ۸ آوریل ۱۹۵۰ در مجلهٔ نیویورکر به چاپ رسید و با استقبال زیاد خوانندگان مواجه شد. مجلهٔ تایم این داستان را بهترین داستان از مجموعهٔ «نه داستان» نامیده‌است.
این داستان دربارهٔ ملاقات یک نظامی آمریکایی با یک دختر جوان به نام اِزمه و پس از آن حضور این نظامی در جنگ و بازگشتن به زندگی عادی به خاطر نامهِ اِزمه است.